# Cattedrale di Huesca
La cattedrale di Santa Maria, nota anche come cattedrale della Trasfigurazione del Signore (in spagnolo: Catedral de Santa María de Huesca o Catedral de la Transfiguración del Señor) si trova a Huesca, in Spagna, ed è la cattedrale della diocesi di Huesca.

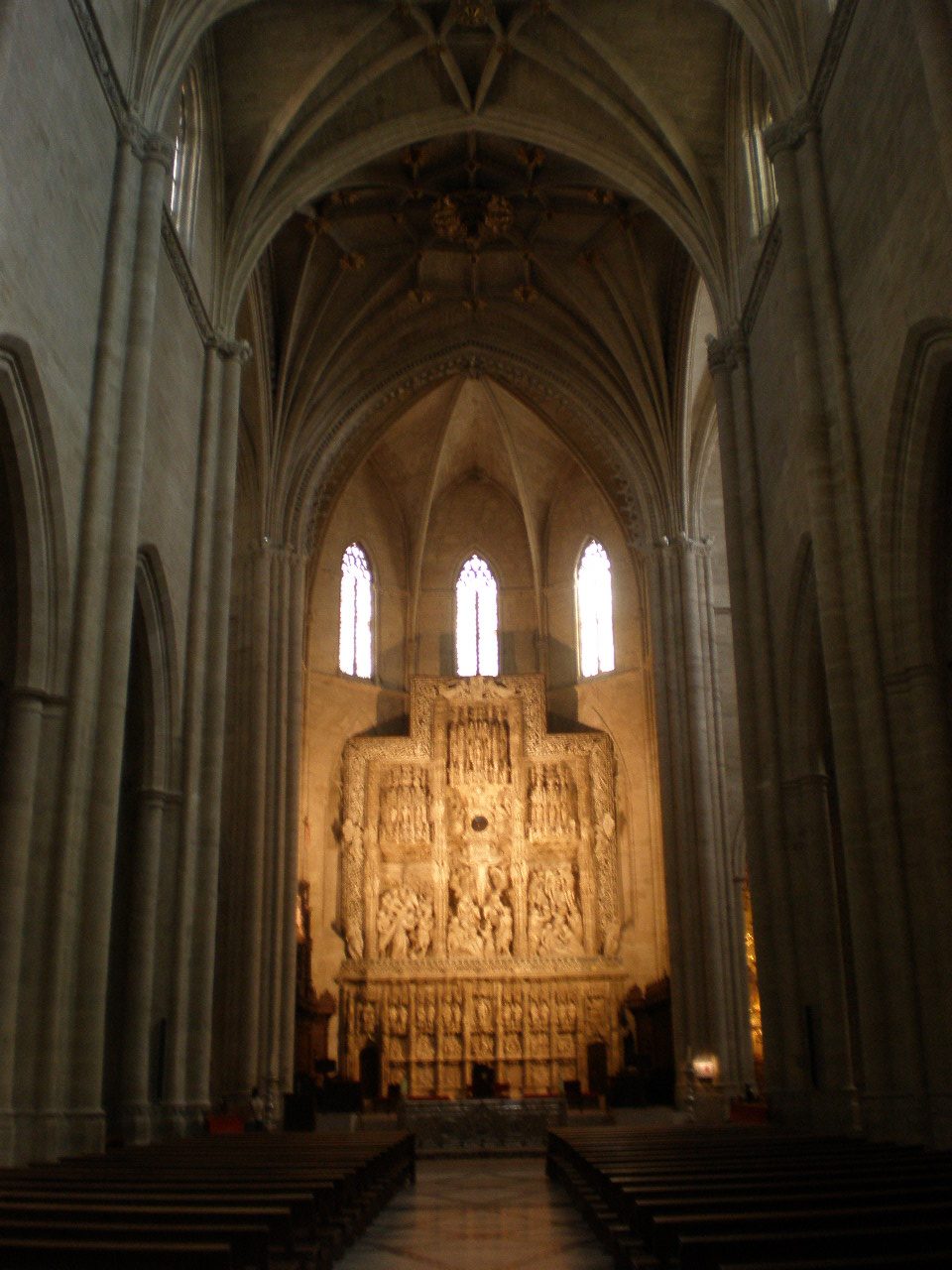
L'interno della cattedrale

## Storia
Il progetto della costruzione della cattedrale di Huesca ha avuto inizio al tempo di Giacomo I d'Aragona (1213 - 1276). A Huesca il culto cristiano era stato officiato nei due secoli precedenti utilizzando le moschee.
Nel 1273 il vescovo Jaime Sarroca propose la costruzione di una nuova cattedrale in stile gotico, da edificarsi sopra la vecchia moschea, di cui oggi rimane un solo arco a ferro di cavallo della zona del chiostro, quale possibile ingresso al minareto della moschea. Diverse cause ritardarono l'inizio della costruzione fino al 1294. Il progetto iniziale prevedeva una costruzione a tre navate, con cinque cappelle.
Tra 1294 e il 1308 vennero realizzate le absidi, la parete nord del transetto e le navate. Tra 1327 e il 1348 sono state collocate le volte a vela nelle navate laterali e la copertura con tetto in legno della navata e del transetto.
Tra la seconda metà del XIV secolo e l'inizio del XV, grazie all'impulso di papa Benedetto XIII, sono stati realizzati la torre e un chiostro gotico, in sostituzione del precedente romanico.
Alla fine del XV secolo il vescovo Juan de Aragón e Navarra commissionò a Juan de Olotzaga l'accrescimento delle pareti di transetto, abside e navata, coprendo tutto con volte a crociera stellata. Il lavoro è stato completato nel 1511.